# Xavier Vila Gázquez
Xavier Vila Gázquez (Santa Coloma de Queralt, 8 de març de 1990) és un jugador d'escacs català que té el títol de Gran Mestre des de 2011.
A la llista d'Elo de la FIDE del setembre de 2022, hi tenia un Elo de 2476 punts, cosa que en feia el jugador número 32 (en actiu) de l'estat espanyol. El seu màxim Elo va ser de 2494 punts, a la llista de maig de 2011 (posició 974 al rànquing mundial).

## Resultats destacats en competició
Els anys 2003 i 2004 a Salou, fou campió de Catalunya sub-14. El 2005, també a Salou, fou campió de Catalunya sub-16 amb 6 punts de 8, després de guanyar en la darrera ronda a Robert Alomà, segon classificat. El 2006 es proclamà campió d'Espanya Sub-16 a Baños de Montemayor, el 2007 fou campió de Catalunya juvenil (fou subcampió l'any següent), i el 2008 Campió d'Europa Sub-18 a Herceg Novi. El 5 de juny del 2011 va guanyar l'Actius de Santa Coloma de Queralt amb 6½ de 8 partides i amb millor desempat que Viktor Moskalenko, Filemon Cruz i Orelvis Pérez Mitjans. El 2 de juny del 2013 va tornar a guanyar l'Actius de Santa Coloma de Queralt amb 7½ de 8, un punt més que Orelvis Pérez i Fernando Peralta. El 2015 formà part del primer equip del Club Escacs Barcelona-UGA que guanyà la Divisió d'Honor del 2015, la màxima categoria de la Lliga Catalana d'Escacs. El juliol de 2016 la Federació Catalana d'Escacs acordà concedir-li l'insígnia de plata que li fou concedida a la Festa Catalana del setembre de 2016 a Mollet del Vallès.
El desembre de 2018 fou segon al Torneig de Nadal del Club d'Escacs Barberà, per darrere de Daniel Alsina.